# Alfant
Alfant, Alphant, Aufant († v. 1076/1080) est un évêque d'Apt (v. 1048-v. 1080), issu de la famille d'Agoult.

## Biographie

### Origines
Alfant, que l'on trouve également sous les formes Alphant (parfois Elifant selon la Gallia christiana novissima - GCN) ou encore Aufant (Mazel, 2000) est le fils du seigneur  Guillaume (Guilhem) [I], seigneur d'Agoult et de Simiane, et d'Adélaïde (Azalaïs), dite de Reillanne.
Son oncle maternel, Raimbaud de Reillanne, est archevêque d'Arles.
Il a notamment pour frères sont Rostang/Rostaing I et Guilhem/Guillaume II, coseigneurs d'Apt.

### Accession au trône
Vers 1048 (ou peu avant), il monte sur le trône épiscopal d'Apt. Il succède à Étienne, bien que certains auteurs mentionnent un Laugier que les auteurs de la GCN écarte. Son élection se déroule à une date située entre celles des chartes LXXVII et LXXVIII du Cartulaire de l'Église d'Apt. Il semble élu à l'âge de vingt-cinq ans. Il est en effet présent avec d'autres prélats à un acte de Raimbaud de Reillanne, archevêque d'Arles, en mai 1048. Sa présence est ensuite régulièrement attestée jusqu'à sa mort. 
Un acte du Cartulaire de l'Église d'Apt loue sa science, son éloquence, son érudition et son zèle. Il est considéré comme un évêque réformateur.
Dès le début de son épiscopat, Alfant donne à son Église des biens sis à Saignon et à Joucas ainsi que des dîmes en vin, pain et viande.

### Reconstructeur de la cathédrale d'Apt

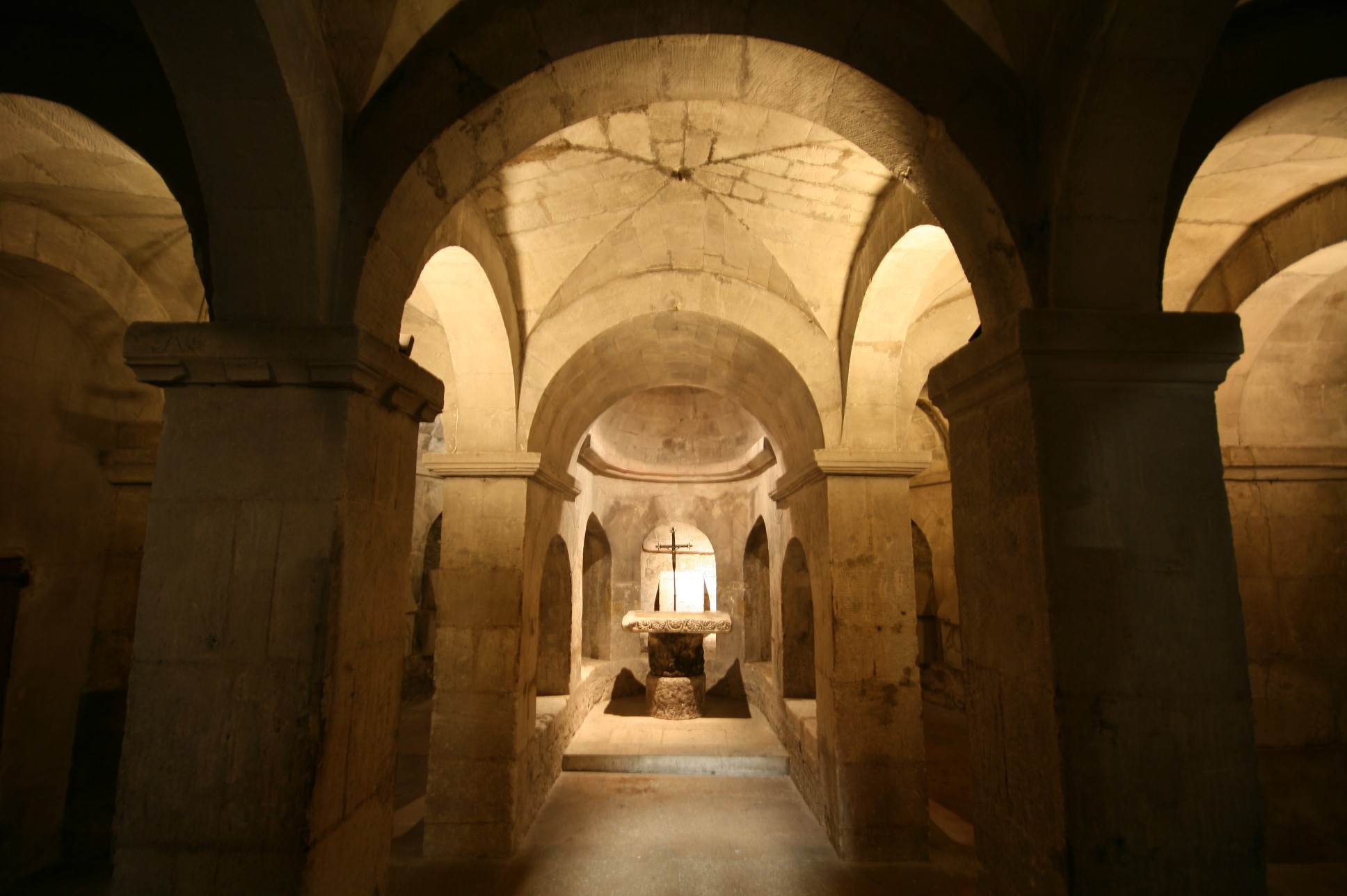
Crypte supérieure de la cathédrale Sainte-Anne d'Apt.

Alfant, en 1056, prend l'initiative de faire rebâtir la cathédrale. Il s'associe à ses frères Rostang et Guillaume. Il fait noter cette décision dans une charte (Charte LXXXVI du Cartulaire de l'Église d’Apt), où il explique « qu'il était plus à propos de relever les ruines de son église que les ruines de celles qui ne lui avait pas été confiées. » Ces deux frères y sont nommés civitatis principum, titre purement symbolique mais marquant le rôle familial « pour redonner au siège épiscopal un cadre convenable » (Fixot, 1973). Le 27 juin 1056, les frères, souhaitant montrer aussi l'exemple aux nobles du comté d'Apt, font le don de plusieurs églises sises à Castillon : Le Cartulaire de l'Église d'Apt en donne la liste : Saint-Pierre, Sainte-Fare, Sainte-Marie et Saint-Étienne ainsi que Saint-Michel « dans le château » (in castro). Pour le médiéviste Michel Fixot, « la cathédrale devient la véritable fondation religieuse de la famille d'Agoult ».
Peu après ce fut au tour de Pons et Pierre Bot, son fils, seigneurs de Saignon, qui donnent terres, vignes et vergers. Le 25 juin 1060, Rostang d'Agoult ajoute une manse à Barret-de-Lioure, dans le comté de Gap. Lors des travaux, Alfant assiste à l'invention des corps d'Auspice, Quentin et Sendard, évêques d'Apt, ensevelis dans des cellæ gallo-romaines formant la crypte.

### Conseiller des comtes de Provence
Au côté de son oncle l'archevêque Rambaud de Reillane, et jusqu'à la mort de celui-ci en 1067, Alfant continue non seulement de participer aux consécrations de nouvelles églises, mais il assiste régulièrement aux conseils des comtes de Provence.  

### Mort et succession
Le médiéviste Florian Mazel considère que la fin de l'épiscopat d'Alfant ainsi que les dates de son successeur ne peuvent être déterminées précisément. La période 1076 et 1080 est donné dans ses différentes publications. 
Laugier, son neveu, lui succède sur le trône épiscopal entre 1080 et 1097.